# Ханна Мюррей
Тіган Лорен-Ханна Мю́ррей (англ. Hannah Murray; нар. 1 липня 1989, Бристоль, Велика Британія) — британська акторка, відома своєю роллю Кессі в серіалі «Скінс».

## Біографія

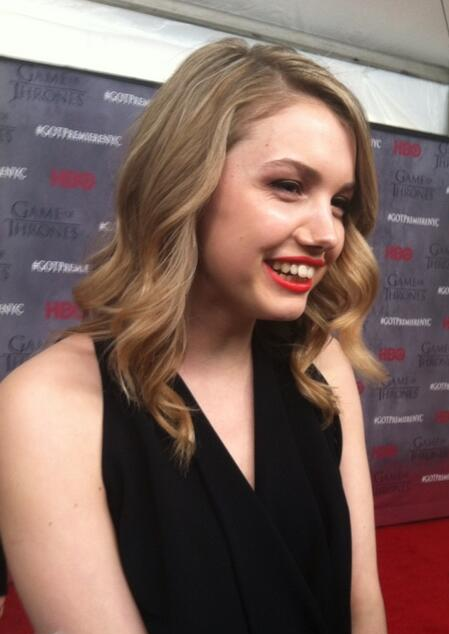

Народилася 1 липня 1989 року Бристоль, Англія, Велика Британія в родині університетських викладачів. Кар'єру акторки розпочала в 2007 році, знявшись у молодіжному телесеріалі «Скінс» у ролі Кессі, дивакуватої дівчини з анорексією. Ханна дізналася про кастинг, що проводився для серіалу, в місцевому театрі, який вона відвідувала, і вирішила взяти в ньому участь. У результаті вона і Ейпріл Пірсон, виконавиця ролі Мішель, стали першими актрисами, затвердженими для серіалу.
Після «Молокососи», у травні 2008 року дебютувала як театральна актриса в ролі Мії в п'єсі «That Face». У тому ж році вона виконала невелику роль у чорній комедії «Залягти на дно в Брюгге», однак при монтажі сцени з її участю вирізали з фільму.
У 2010 році знялася в одній з головних ролей у психологічному трилері «Чат» режисера Хідео Накати.
У 2012 році грає роль Джиллі у другому сезоні серіалу «Гра престолів»

## Фільмографія
| Рік       |    | Українська назва                               | Оригінальна назва               | Роль                        |
| --------- | -- | ---------------------------------------------- | ------------------------------- | --------------------------- |
| 2007—2008 | с  | Скінс                                          | Skins                           | Кессі Ейнсворт (22 епізоди) |
| 2008      | ф  | Залягти на дно в Брюгге                        | In Bruges                       | Повія (вилучена сцена)      |
| 2009—2009 | с  | Міс Марпл Агати Крісті. Епізод: Чому не Еванс? | Agatha Christie's Marple        | Дороті Севідж               |
| 2010      | ф  | Черево                                         | Womb                            | Моніка                      |
| 2010      | ф  | Чат                                            | Chatroom                        | Емілі                       |
| 2010—2010 | с  | Поза підозрою: Червона жоржина                 | Above Suspicion: the Red Dahlia | Емілі Вікенхем              |
| 2011      | кф | Крила                                          | Wings                           | Еллі                        |
| 2012      | ф  |                                                | Dark Shadows                    | Хіпі Чик                    |
| 2012      | ф  |                                                | Little Glory                    | Джессіка                    |
| 2012—2019 | с  | Гра престолів                                  | Game of Thrones                 | Джиллі                      |
| 2013—2013 | с  | Скінс                                          | Skins                           | Кессі Ейнсворт              |
| 2014      | ф  | Боже, допоможи дівчині                         | God Help the Girl               | Кессі                       |
| 2015      | ф  | Брідженд                                       | Bridgend                        | Сара                        |
| 2015      | ф  | Лілі та Кет                                    | Lily & Kat                      | Кет                         |
| 2015      | ф  | Обраний                                        | The Chosen                      | Сільвія Агелоф              |
| 2017      | ф  | Детройт                                        | Detroit                         | Джулі Енн                   |
| 2018      | ф  | Так сказав Чарлі                               | Charlie Says                    | Леслі Ван Гаутен            |
| 2020      | вг |                                                | Shady Part of Me                | The Little Girl (озвучка)   |
| 2020—2020 | с  |                                                | The Expecting                   | Кара                        |